# Elsa Matilde Zardini
Elsa Matilde Zardini (La Plata, 9 de junio de 1949-Villa Elisa (Paraguay), 30 de noviembre de 2020) fue una botánica, profesora, curadora, y exploradora argentinoparaguaya.

## Biografía
Nació en La Plata el 9 de junio de 1949. Estudió Botánica en la Facultad de Ciencias Naturales y Museo de la Universidad de La Plata. A los 25 años de edad, se doctoró en Ciencias Naturales por la misma facultad, con un estudio sobre el género de plantas Trichocline (Asteraceae) bajo la dirección de Ángel L. Cabrera. Fue parte del cuerpo docente de la cátedra de Sistemática de Plantas Vasculares. Recibió de una beca Guggenheim, que le permitió continuar sus estudios en la Universidad Harvard. A su regreso en la Argentina, continuó en la cátedra de Sistemática de plantas Vasculares, incorporándose también a las cátedras de Botánica Aplicada y de Fitogeografía. En 1975, junto a Jorge L. Frangi, se encargó de la exhibición de la sala de botánica que se encontraba en el primer piso del Museo de La Plata.
En 1984 empezó a trabajar con el Jardín Botánico de Misuri. En 1987 se mudó a Asunción (Paraguay) como Botánica Residente del Jardín Botánico de Misuri en Paraguay. En 2011 se convirtió en curadora asociada de esta institución. Realizó expediciones botánicas en Estados Unidos, Brasil, Argentina, Paraguay.Su especialización fue la flora de la cuenca del Plata, con énfasis en la del Paraguay.

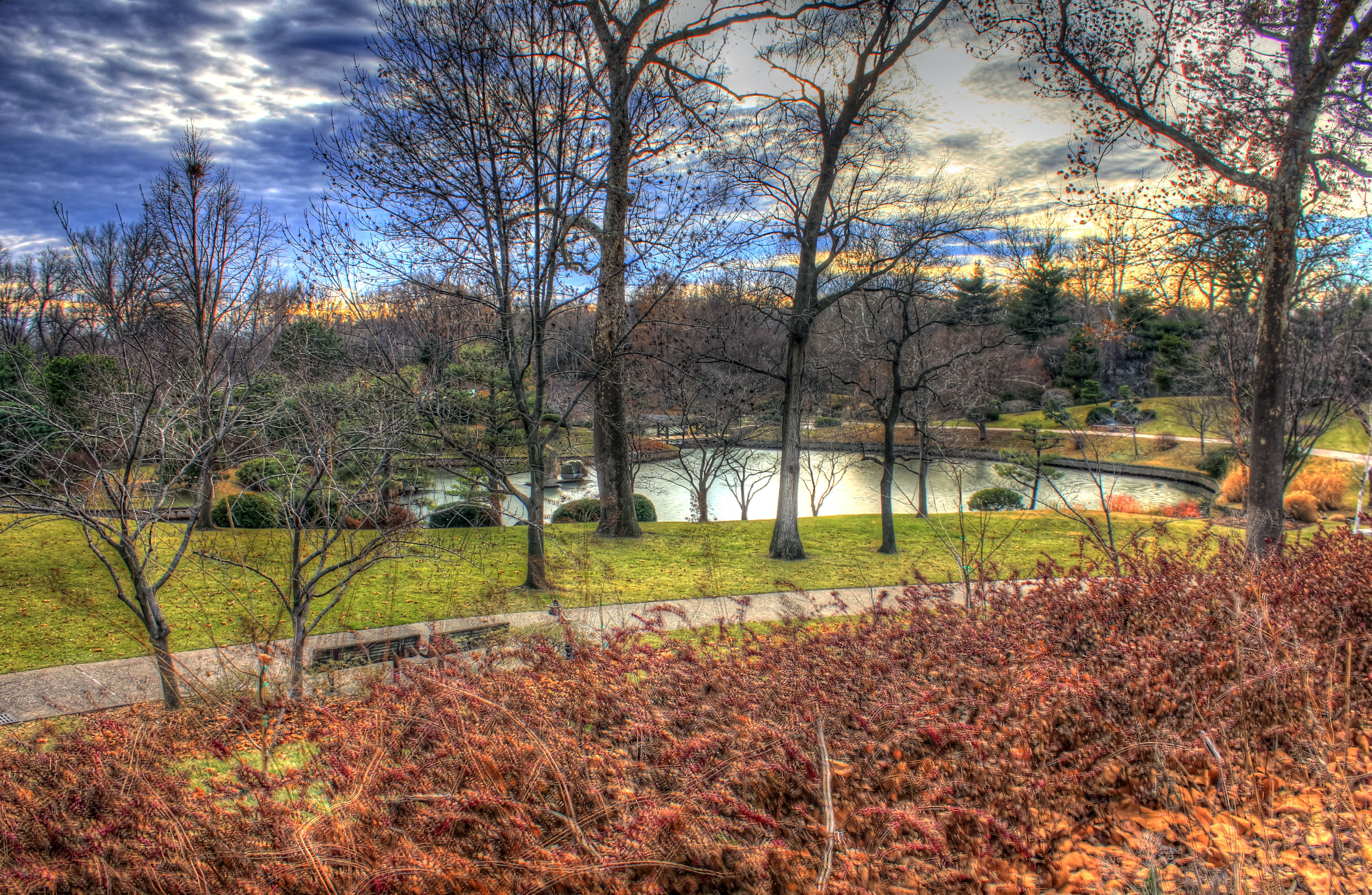
Jardín Botánico de Misuri

## Publicaciones
- 1971. Las especies del género Sedum (Crassulaceae) espontáneas en la República Argentina. 12 pp.
- 1974. Dos compuestas del género "Tithonia", adventicisas, nuevas para la flora jujeña. 4 pp.
- 1974. Sobre la presencia del género Gerbera en América. Bol. Soc. Argent. Bot. 16:103-108
- 1975. Revisión del género "Trichocline" (Compositae). Darwiniana 19:618-733, figs. 1-38, pls. 1-5. 116 pp.
- 1978. Novedades en el género Noticastrum (Compositae-Astereae). 139 pp.
- 1979. Sistematica de angiospermas do Brasil [book review]. 194 pp.[7]
- ángel lulio Cabrera, elsa matilde Zardini. 1978. Manual de la flora de los alrededores de Buenos Aires. 2ª ed. Acme. 788 pp.
- thomas w. Whitaker, elsa matilde Zardini. 1980. Cucurbitáceas americanas útiles al hombre: la Plata. CIC. 42 pp.
- 1980. Flora de la Provincia de Jujuy [8]
- 1980. Sinopsis preliminar de las especies argentinas del género Senecio (Compositae).[9]
- 1980. Index of Argentinian Herbaria. Taxon 29 (5/6): 731-741
- 1981. La familia Rosaceae en la Provincia de Tucumán (Argentina). 68 pp.
- t.p. Ramamoorthy, elsa m. Zardini. 1987. The systematics and evolution of Ludwigia sect. Myrtocarpus sensu lato (Onagraceae). Vol. 19 de Monographs in systematic botany. Missouri Botanical Garden.[10]
- elsa m. Zardini, marion j. Jansen-Jacobs, peter h. Raven. 1991. Flora of the Guianas: 98. Onagraceae. Vol. 10. Ed. Koeltz. 46 pp. ISBN 3874293270